# Tío Vicente Macarrón
Tío Vicente Macarrón era el apodo con el que se conocía a Vicente Vargas, mítico cantaor gitano de flamenco a caballo de los siglos XVIII y XIX.
Tradicionalmente siempre se le menciona en compañía de su hermano, el también cantaor Tío Juan Macarrón. Los dos forman parte de una importante saga de artistas de  familias gitanas, a la cual pertenecen también dos de las mejores bailaoras de todos los tiempos, María la Macarrona y Juana la Macarrona.

## Vida[1]
Vicente Vargas "Macarrón" nació en Jerez de la Frontera en 1759, y era herrero de profesión, como se desprende del Padrón de Gitanos de 1783 <> de Jerez que el ilustre catedrático Juan de la Plata publicó en 2001 <>.
Casado con Rafaela Cantoral (n.1764), natural de Jerez, ambos vivían en la Puerta de Rota, extramuros de la ciudad en el camino de salida hacia Sanlúcar de Barrameda. En 1783, siguiendo siempre la transcripción de Juan de la Plata, tenían una hija de un año, llamada Juana.
Recientemente, en mayo de 2012, hemos conocido por el investigador gaditano Antonio Barberán Reviriego, gracias a su artículo Estudio del linaje paterno de la familia de Manuel Ortega Juárez “Caracol”, algunas valiosas piezas de documentación, relativas a algunas figuras legendarias de la historia del flamenco, que permanecían inéditas hasta entonces, entre ellas ciertos datos relevantes extraídos del Padrón de Cádiz de 1813.
Según dicho Padrón, Vicente Vargas "Macarrón" nació en Jerez de la Frontera (Cádiz) en 1765. En 1813 declaró tener cuarenta y ocho años, trabajaba en el campo y vivía en Cádiz en la calle de San Leandro, 68, actual calle de la Palma, en el barrio de la Viña, donde llevaba cuatro años residiendo.
Pero lo más sorprendente del hallazgo de Barberán, es con quién vivía Tío Vicente en esa casa, sus dueños, que gozaban de una posición económica desahogada comparada con sus vecinos del barrio. Compartía domicilio, nada más y nada menos, con el matador de toros gaditano José Gaspar Díaz Jorge "Agualimpia" (n.1760) y su mujer María Isabel Cantoral Valencia, alias María la Cantorala (1776-1832), hija de Pedro Cantoral, alias Tío Perico Cantoral (1726/1731-1800). Ambos, padre e hija, nacidos en Jerez y emigrados a Cádiz, son los cantaores de flamenco más antiguos de los que tenemos noticia histórica contrastada con fuentes documentales.
El apellido Cantoral de su esposa Rafaela, nos da una idea clara de que era familiar de sus huéspedes, aunque desconocemos si hay documentación publicada al respecto.
El dato es importante porque encontramos a Tío Vicente Macarrón en la misma génesis del cante flamenco. Debemos recordar que la familia Díaz Cantoral es la raíz de la mayor saga de artistas flamencos y toreros que ha existido nunca, la de los Ortega de Cádiz, que cuenta entre sus filas figuras de primerísima línea en ambos artes, como Enrique Ortega Díaz  "el Gordo Viejo", Dolores Ortega Díaz alias "La Jacoba", suegra de Enrique el Mellizo; la "señá" Gabriela Ortega Feria, enorme cantaora y bailaora, madre de los toreros  Gómez Ortega el Gallo y de  Joselito el Gallo; Enrique Ortega el Gordo, José Ortega Feria  El Águila, Manuel Ortega Juárez Manolo Caracol, Rafael Ortega  el Cuco...

## Cante
La flamencología tradicionalmente ha catalogado a los dos hermanos como grandes cantaores de seguiriyas, lo cual es imposible dado que este palo no se conocía antes de mediados del siglo XIX. En todo caso, serían seguidillas gitanas, que era la forma en que se cantaban "a lo gitano" las seguidillas castellanas, nada que ver con el actual palo de la seguiriya o siguiriya, como más se escucha entre los artistas y aficionados al cante jondo.
No es posible saber a ciencia cierta, por el momento, cómo cantaban los gitanos de Jerez y de Cádiz a finales del siglo XVIII y principios del XIX. Probablemente interpretaran formas primitivas de tonás y de romances gitanos o corridos, el polo, la caña y algunos tipos de fandangos provenientes del folklore andaluz.